# رحیم
رحیم یکی از نام‌های نیکوی خداوند در ادیان ابراهیمی است و به معنای بخشاینده و مهربان در ادبیات اسلامی به کار می‌رود. 
در باور مسلمانان رحیم به نوع خاصی از مهربانی خداوند اشاره دارد که تنها شامل انسان‌های نیکوکار و مومن می‌گردد و اسم خاص است. مسلمانان معقدند این مهربانی مخصوص به قیامت بوده  مومنان راستین می‌گردد و با صفت رحمن الهی متفاوت است.